# Pellenes shoshonensis
Pellenes shoshonensis es una especie de araña saltarina del género Pellenes, familia Salticidae. Fue descrita científicamente por Gertsch en 1934.
Habita en los Estados Unidos (Idaho).